# Schloss Lerchen

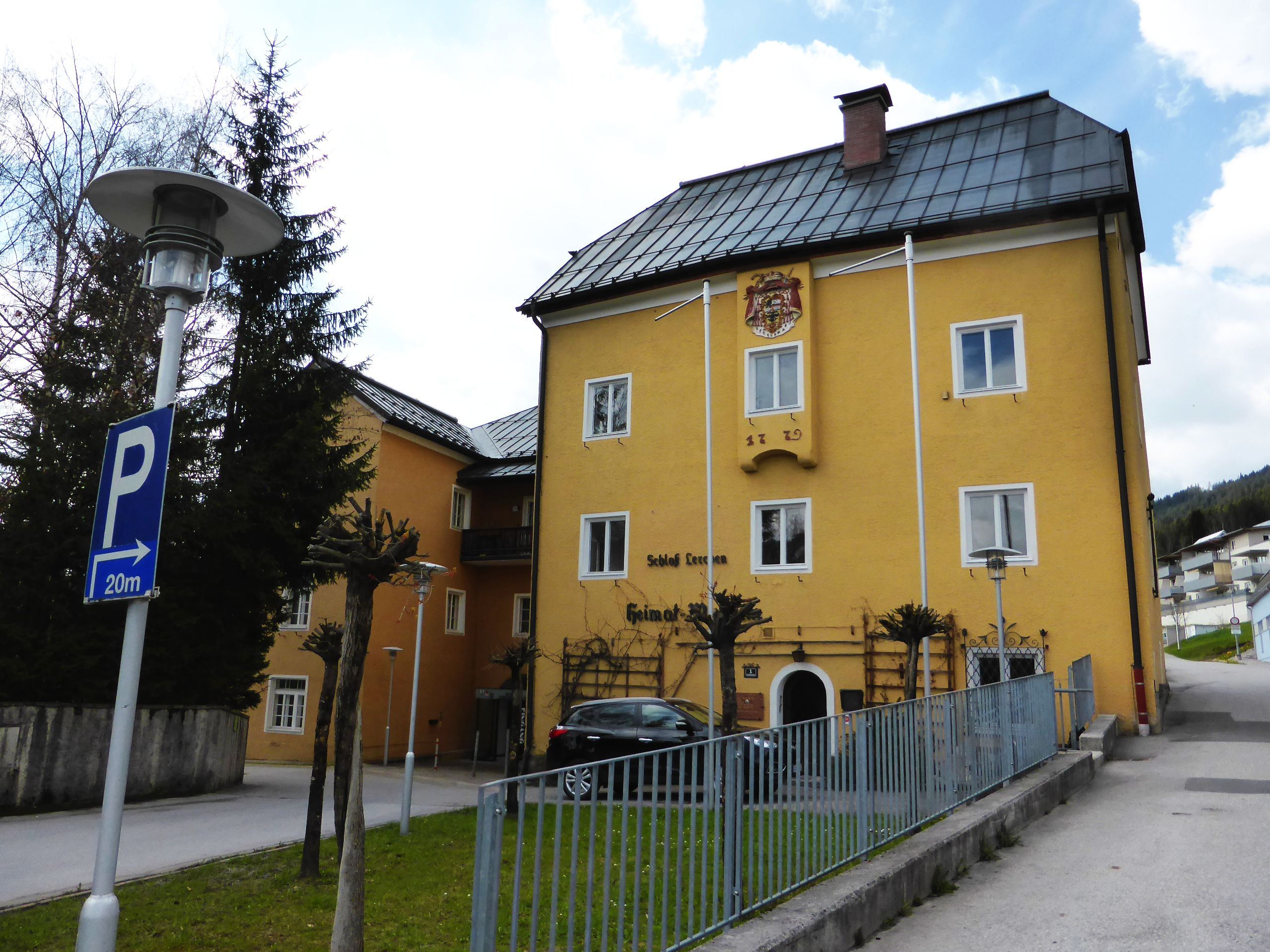
Schloss Lerchen

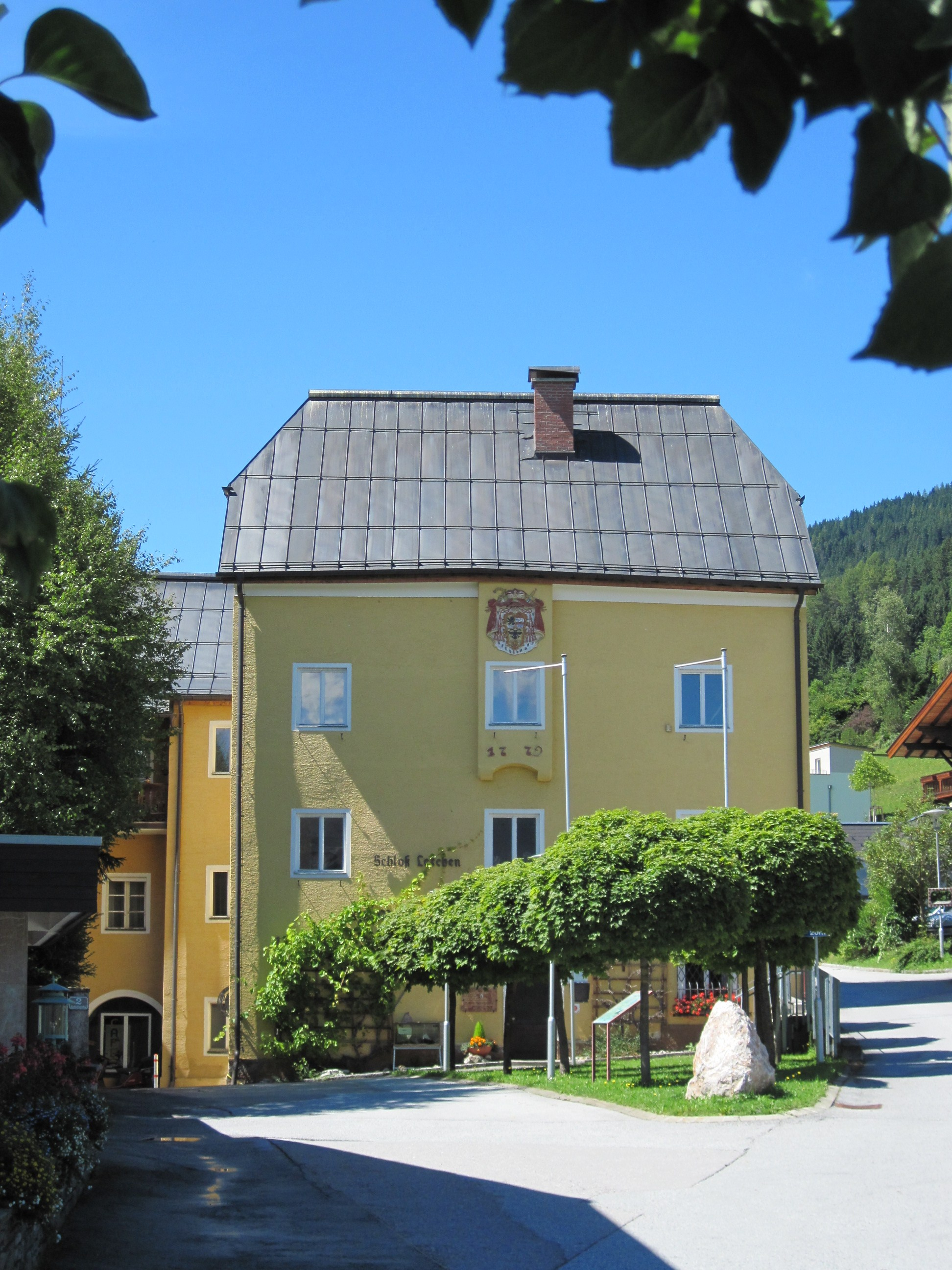
Schloss Lerchen

Das Schloss Lerchen liegt in Radstadt im Bezirk Sankt Johann im Pongau von Salzburg (Schlossstraße 1).

## Geschichte
Dieser salzburgische Ansitz wurde 1289 erstmals erwähnt, damals wurde er als Turm erbaut. Bei den Bauernaufständen 1525/26 wurde er von den Bauern erobert, geplündert und niedergebrannt. Unter Michael Wilpendorfer begann 1530 der Wiederaufbau. Die Nachkommen des Wilpendorfers waren bis 1633 im Besitz des Schlosses. 1637 kaufte es der Hauptmann Johann Schmiedinger. 1648 wurde es an Joseph Christoph Ziurletti von Lerchen verkauft. Dessen Sohn Johann Christoph übergab das Anwesen testamentarisch der Stadt Radstadt, diese verkaufte es 1695 an Felix Pflanzmann.
Nach weiteren Besitzerwechseln erwarb die Salzburger Hofkammer 1779 das Schloss und baute es als Amts- und Wohnsitz für den Oberjäger und Waldmeister aus. Am Erker an der östlichen Fassade ist noch das fürsterzbischöfliche Wappen von Erzbischof Colloredo mit der Jahreszahl 1779 zu sehen. Nach dem Anschluss Salzburgs an Österreich wurde das Schloss 1823 versteigert und ging an Josef Schaidinger, Bierbrauer und Wirt zu Radstadt, der hier seinen Bräukeller einrichtete.
Nach 1828 sind folgende Besitzer nachweisbar: Katherina Zallerin, Franz Bededikt Steinwender (1828), Dechant von Teisendorf, Gemeinde Radstadt (1831), Benedikt Geringer (1845), Matthias und Theresia Wisenegger (1846), Cyril und Maria Darin (1872), Leonhard Marangani (1882), italienischer Sägewerksbesitzer. Dieser verunstaltete das Innere des Schlosses, seine Kinder verkauften den Ansitz 1904 an Rupert Prehauser. 1905 Verkauf an das St.-Katharina-Spital zu Radstadt, das hier eine Kranken- und Versorgungsanstalt einrichtete. 1939 wurde es wieder von der Gemeinde übernommen und 1971/72 durch einen gesichtslosen Anbau erweitert.

## Schloss Lerchen heute

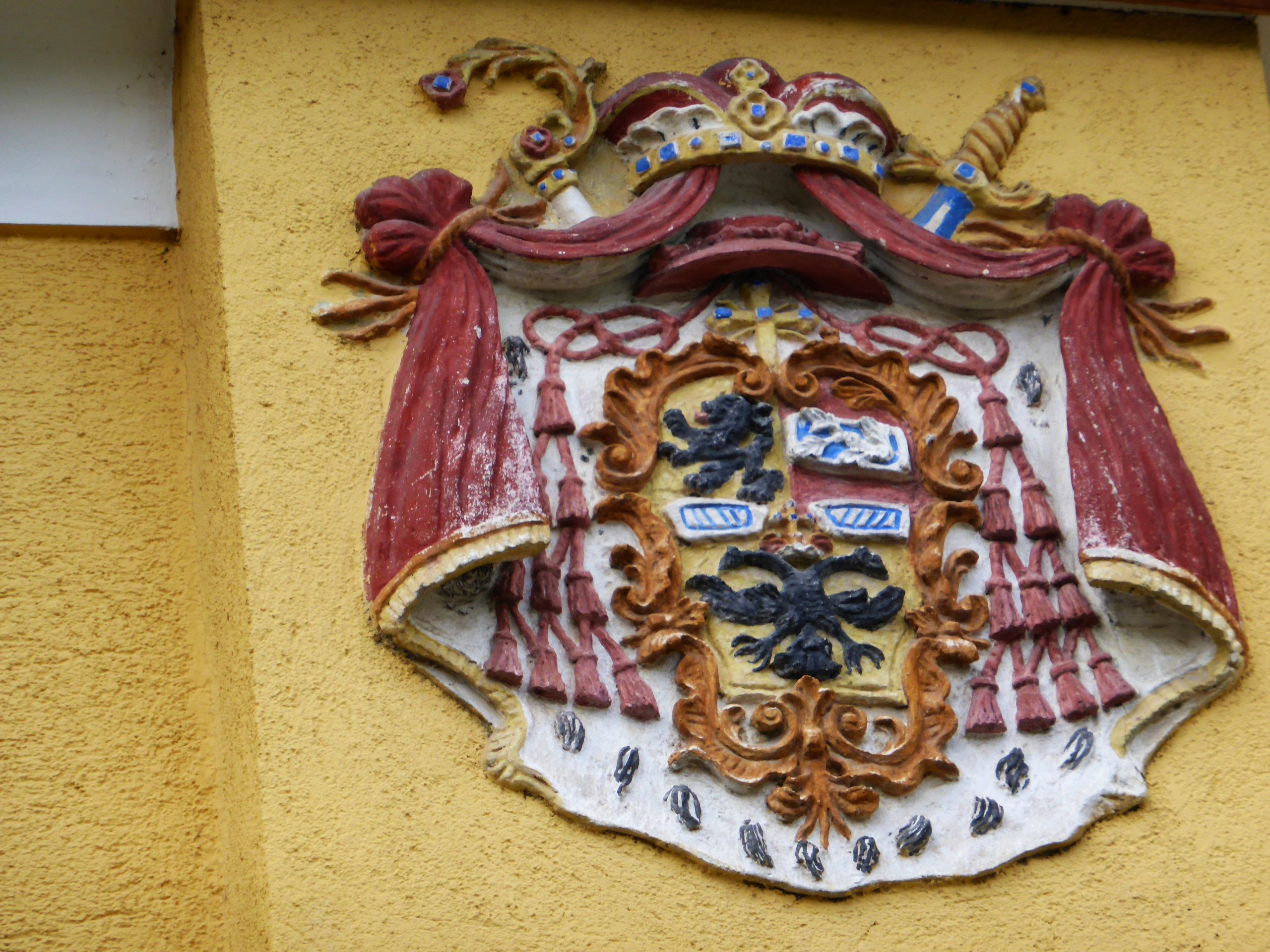
Schloss Lerchen

Der Ansitz birgt in dem von den übrigen Zubauten abgesetzten dreigeschoßigen Stock einen gotischen Kern im Nordosten der Anlage. Das typische Bild eines Salzburger Ansitzes wurde durch die Zu- und Umbauten aber weitgehend verändert.
Seit 1985 ist hier das Heimatmuseum von Radstadt untergebracht. Es werden sakrale Kunst, alte Ansichten von Radstadt, Werkzeuge und handwerkliche Produkte ausgestellt, ein Raum ist dem Radstädter Komponisten und Organisten Paul Hofhaimer gewidmet. Zudem wird auf die geologische Beschaffenheit der Gegend Bezug genommen.